# Otjusjnitsa
Otjusjnitsa (bulgariska: Очушница) är ett vattendrag i Bulgarien.   Det ligger i regionen Sofijska oblast, i den västra delen av landet, 60 km sydost om huvudstaden Sofia.
Trakten runt Otjusjnitsa består till största delen av jordbruksmark. Runt Otjusjnitsa är det ganska glesbefolkat, med 40 invånare per kvadratkilometer.